# Укрвуглемаш
«Укрвуглемаш» ТОВ Торгововиробнича компанія — ТВК «Укрвуглемаш» — лідер національного ринку гірничошахтного обладнання. Компанія координує виробництво і збут продукції машинобудівних заводів України (Дружківський, Горлівський і Новгородський машзаводи, Донецькгірмаш, Донецький енергозавод) та Росії (Каменський машзавод). За чотири роки спільно з НДІ Дондіпровуглемаш розроблено понад 40 видів нового вугледобувного обладнання: прохідницькі та очистні комбайни, кріплення, скребкові і стрічкові конвеєри, трансформаторні підстанції. Ця техніка відповідає сучасним світомим стандартам. 
Адреса: 83000 м. Донецьк, вул. Артема, 97, Україна, https://web.archive.org/web/20071023190359/http://uum.dn.ua/
Представництво у Росії: 650025, м. Кемерово, вул. Дарвіна, 4, Росія.